# 萧柏春
萧柏春（1948年—），管理学家。南京人。

## 生平
1948年生。1967年毕业于南京一中。1978年以江苏高考第一名考入南京大学数学系，1982年毕业。后留学欧美，于1985年获比利时鲁汶大学工商管理硕士学位，1990年获美国宾夕法尼亚大学沃顿商学院管理科学博士学位。现任美国西东大学商学院决策与计算科学学系教授、系主任，长岛大学商学院管理系教授、系主任，并兼任四川大学服务管理研究所所长、西南交通大学中美服务和运作管理研究中心主任等职。